# Músculo orbicular de los ojos
El músculo orbicular de los párpados (Orbicularis oculi o palpebrarum) es un músculo de la cara. Se encuentra debajo de la piel, delante de la órbita ocular; en forma de anillo, ancho, aplanado y delgado, constituido por tres porciones: orbitaria , palpebral y lagrimal.
INSERCIÓN:
Se inserta, por dentro en el tendón orbicular, que a su vez se inserta en los labios anteriores y posteriores del canal lagrimal, en la apófisis ascendente del maxilar superior y la apófisis orbitaria interna del frontal y, por fuera, en la cara profunda de la piel.
INERVACIÓN:
El músculo orbicular de los párpados es inervado por ramas temporales y cigomáticas del nervio facial.
El espasmo o parálisis del músculo orbicular de los párpados causa eversión del párpado, llamado ectropión.
´
Relaciones: La cara superficial está en relación con la piel, la cara profunda se relaciona con el reborde orbitario, con el músculo superciliar, con la arteria y nervio supraorbitarios, con los ligamentos anchos de los párpados y con los cartílagos tarsos.
En el reborde palpebral se encuentra una cintilla muscular de uno o dos milímetros de ancho, donde se implantan las pestañas, es el músculo de Riolano y se extiende de comisura a comisura.
Este músculo se activa al sonreír y transmite la sensación de una sonrisa verdadera ya que cuando realizamos una sonrisa social no entra en acción y apenas se activa el músculo cigomático mayor.
ACCIÓN:
La acción de este músculo permite cerrar los párpados y es el único músculo capaz de hacerlo.